# 제2군 (미국)
미국 제2군(영어: Second United States Army)은 미국 육군의 두 번째 야전군이다.

## 역사

### 제1차 세계 대전
2 군은 1918년 10월 15일 처음 창설되어 훈련 관리 본부로서의 임무를 가졌다. 이후, 미국 원정군의 일원으로서 서부 전선을 따라 모젤강 동부에서 성 미하이엘 전투를 치렀다. 제1군의 전투 작전 중인 장병들을 지원하는 역할을 하였다. 11월 10일, 독일을 향해 11시간 동안 진격하였지만 당도하지 못하였고, 1919년 4월 15일에 제2군은 해산하였다.
- 군단
  -  미국
    - 제4군단, 1918년 10월 12일 ~ 11월 17일
    - 제6군단, 1918년 10월 12일 ~ 1919년 4월 1일
    - 제9군단, 1918년 12월 3일 ~ 1919년 4월 15일

  -  프랑스
    - 제2식민지군단, 1918년 10월 12일 ~ 11월 6일
    - 제8군단, 1918년 11월 ~ 11월 13일
- 사단
  - 제3사단, 정규군; 1918년 11월 4일 ~ 11월 17일
  - 제4사단, 정규군; 1918년 10월 24일 ~ 11월 17일
  - 제5사단, 정규군; 1918년 12월 ~ 1919년 4월 1일
  - 제7사단, 정규군; 1918년 10월 12일 ~ 1919년 4월 15일
  - 제28사단, 펜실베니아 육군 방위군; 1918년 10월 12일 ~ 1919년 3월 5일
  - 제33사단, 일리노이 육군 방위군; 1918년 10월 25일 ~ 1918년 12월 12일
  - 제35사단, 미서리/캔사스 육군 방위군; 1918년 11월 8일 ~ 1919년 2월 1일
  - 제37사단, 1918년 10월 8일 ~ 10월 18일
  - 제79사단, 1918년 10월 12일 ~ 1919년 4월 10일
  - 제88사단, 1918년 12월 1일 ~ 1919년 1월 14일
  - 제88사단, 미네소타/노스다코타 육군 방위군; 1918년 11월 6일 ~ 1919년 4월 15일
  - 제92사단, 유색인종부대 - 1918. 10월 12일 ~ 12월 15일

### 제2차 세계 대전

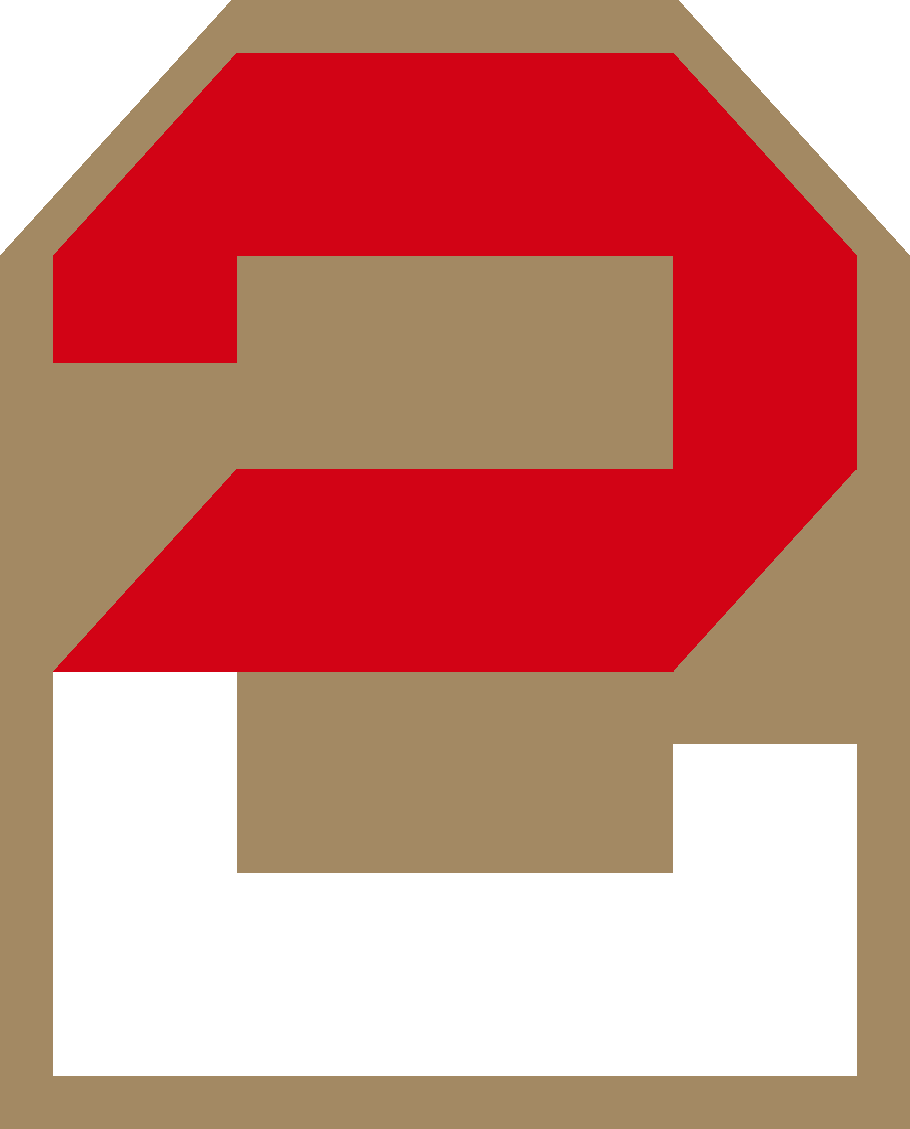
제2군의 초기 SSI, 1950년대까지 사용

1933년 10월 1일, 더글라스 맥아더의 4개 지역사령부에 의한 미국 본토 내 통합군 계획에 따라 일리노이주, 시카고에서 재소집되었다. 제2군은 테네스 주 멤피스에 본부를 두었다. 이듬해 1940년 육군 전력군의 통제에 따라 다른 3개 야전군인 제1, 3, 4군처럼 훈련부대로서 긴급 상황에 대응하였다.
1941년 3월 17일에 설립된 중부 방위 사령부의 지휘를 제2군 사령관을 1944년까지 1월 15일까지 겸직하였다. 9월에는 제3군이 주최한 루이지애나 기동으로 알려진 대규모 기동 훈련에 참가했다.

### 냉전
1947년 6월, 제2군 본부는 메릴랜드 주, 포트 조지 G. 미드로 옮겨갔다.
1957년 1월 1일, 제2군을 포함한 모든 야전군의 명칭에 "미국(United States)"이 삽입되어 "미국 제2군"(영어: Second United States Army)으로 개명되었다.
1964년, 조직 개편에 따라 뉴욕 주, 게버너 섬의 포트 포이에 주둔하던 미국 제1군이 1966년 1월 1일에 포트 미드로 옮겨와 미국 제2군을 병합하였다.
1983년 10월 1일, 전력사령부 예하의 미국 본토의 남동부 지역과 푸에르토리코, 버진 섬의 미국 예비군을 통제하기 위한 지역 사령부로서 조지아주 포트 글렘에서 재소집되어창설되어 1995년 7월 3일에 해산하였다.

### 21세기
2010년 10월 1일, 버지니아주 포트 벨보어에서 육군사이버사령부의 작전지휘부로서 재소집되어, 2017년 4월 3일까지 활동하였다.

## 역대 사령관
| #    | 사진                                                     | 성명                 | 취임일         | 이임일      |
| ---- | -------------------------------------------------------- | -------------------- | -------------- | ----------- |
| 1    | [[파일:111-SC-31923 - NARA - 55223004-cropped.jpg\|60px] | 로버트 L. 불라드     | 1918년 10월    | 1919년 4월  |
| 2    |                                                          | 프랭크 파커          | 1932년 8월     | 1933년 11월 |
| 3    |                                                          | 프레스턴 브라운      | 1933년 11월    | 1935년 2월  |
| 4    |                                                          | 프랭크 R. 맥코이     | 1935년 2월     | 1936년 5월  |
| 5    |                                                          | 존슨 하굿            | 1936년 5월     | 1936년 5월  |
| 대행 |                                                          | 다나 T. 메릴         | 1936년 5월     | 1936년 9월  |
| 6    |                                                          | 찰스 E. 킬번         | 1936년 9월     | 1936년 12월 |
| 대행 |                                                          | 윌리엄 E. 콜         | 1936년 12월    | 1937년 9월  |
| 7    |                                                          | 휴 A. 드럼           | 1937년 9월     | 1938년 11월 |
| 8    |                                                          | 스텐리 H. 포드       | 1938년 11월    | 1940년 10월 |
| 9    |                                                          | 밴 리어              | 1940년 10월    | 1943년 6월  |
| 10   |                                                          | 로이드 프레덴덜      | 1943년 6월     | 1946년 3월  |
| 대행 |                                                          | 윌리엄 H. 심프슨     | 1946년 3월     | 1946년 9월  |
| 11   |                                                          | 엘버트 C. 위데메이어 | 1946년 9월     | 1947년 11월 |
| 대행 |                                                          | 존 T. 루이스         | 1947년 11월    | 1948년 1월  |
| 12   |                                                          | 레오나드 T. 게로우   | 1948년 1월     | 1950년 8월  |
| 13   |                                                          | 제임스 A. 밴플리트   | 1950년 8월     | 1951년 6월  |
| 14   |                                                          | 에드워드 H. 브룩스   | 1951년 6월     | 1953년 4월  |
| 대행 |                                                          | 레슬리 D. 카터       | 1953년 4월     | 1953년 9월  |
| 15   |                                                          | 플로이드 L. 파크스   | 1953년 9월     | 1956년 4월  |
| 16   |                                                          | 찰스 E. 하트         | 1956년 4월     | 1957년 10월 |
| 17   | 조지 W. 리드, Jr.                                        | 1957년 10월          | 1960년 8월     |             |
| 18   |                                                          | 리드젤리 게이터      | 1960년 8월     | 1962년 5월  |
| 19   |                                                          | 존 S. 업햄, Jr.      | 1962년 5월     | 1964년 7월  |
| 20   |                                                          | 윌리엄 F. 트레인     | 1964년 7월     | 1966년 1월  |
| 21   |                                                          | 찰스 P. 그라함       | 1983년 7월     | 1985년 7월  |
| 22   |                                                          | 조니 J. 존스턴       | 1985년 7월     | 1987년 12월 |
| 23   |                                                          | 오렌 R. 휘던         | 1987년 12월    | 1990년 2월  |
| 24   |                                                          | 제임스 W. 크라이셀   | 1990년 2월     | 1992년 7월  |
| 25   |                                                          | 세무얼 E. 뎁베센     | 1992년 7월     | 1994년 12월 |
| 대헹 |                                                          | 로버트 F. 폴리       | 1994년 12월    | 1995년 5월  |
| 26   |                                                          | 가이 A. J. 라보아    | 1995년 5월     | 1995년 7월  |
| 27   |                                                          | 에드워드 C. 카던     | 2014년 3월     | 2016년 10월 |
| 28   |                                                          | 2016년 10월          | 2017년 4월 3일 |             |

## 기록

### 계보
- 1918년 9월 20일, Headquarters and Headquarters Troop, Second Army
정규군에 배정됨.
→제2군, 본부 및 본부병대
- 1944년 6월 27일, Headquarters and Headquarters Company, Second Army
정규군에 배정됨.
→제2군, 본부 및 본부중대
- 1957년 1월 1일, Headquarters and Headquarters Company, Second United States Army
→미국 제2군, 본부 및 본부중대

별지
- 1932년 8월 9일, Headquarters and Headquarters Company, Second Army Headquarters
정규군에 배정됨.
→제2군, 본부 및 본부중대

### 전역
| 스트리머        | 내역          |
| --------------- | ------------- |
| 제1차 세계 대전 | 로레인 1918년 |

## 참고

### 자료
- “The Story of the American Expeditionary Forces: Second Army Operations” (영어). Doughboy Center. 2013년 7월 5일에 확인함.
- “About Us” (영어). United Statse Army Cyber Command. 2018년 2월 20일에 원본 문서에서 보존된 문서. 2013년 7월 11일에 확인함.
- “lineage and honors of the former Second Army.” (PDF) (영어). United Statse Army Cyber Command. 2015년 9월 7일에 원본 문서 (PDF)에서 보존된 문서. 2014년 9월 8일에 확인함.